# کنکورد (دلاویر)
کنکورد (به انگلیسی: Concord) یک منطقهٔ مسکونی در ایالات متحده آمریکا است که در شهرستان ساسکس، دلاویر واقع شده‌است. کانکورد ۷٫۹۲ متر بالاتر از سطح دریا واقع شده‌است.